# Eurhadina loewii
Eurhadina loewii är en insektsart som först beskrevs av Then 1886.  Eurhadina loewii ingår i släktet Eurhadina och familjen dvärgstritar. Arten är reproducerande i Sverige. Inga underarter finns listade i Catalogue of Life.